# Pearl Abyss
Pearl Abyss è un'azienda sudcoreana dedita allo sviluppo di videogiochi con sede nella città di Gwacheon, fondata nel 2010 da Kim Daeil e Youn Jaemin.

## Storia
L'azienda è stata fondata nel settembre 2010 da Kim Daeil e Youn Jaemin, in precedenza uno sviluppatore con Hangame e NHN Gaming, e poco dopo ha iniziato lo sviluppo di Black Desert Online.  A causa del successo del gioco, Pearl Abyss ha deciso di rilevare i diritti di pubblicazione e pubblicare il gioco in autonomia piuttosto che collaborare con un editore di terze parti.
Il successo di Black Desert ha portato allo sviluppo di un altro gioco, Crimson Desert, che sarà un gioco d'azione e avventura per giocatore singolo. Il 6 settembre 2018, Pearl ha annunciato di aver accettato di acquisire CCP Games, sviluppatore di Eve Online per circa 425 milioni di dollari. Gli studi di sviluppo localizzati a Reykjavík, Londra e Shanghai continuerebbero sotto CCP Games, mentre le funzioni editoriali e di marketing sarebbero integrate con Pearl Abyss.
Nell'ottobre 2020 Pearl Abyss fonda Vic Game Studio come società di sviluppo di giochi per rivolgersi al mercato globale con l'obiettivo di sviluppare un gioco di ruolo mobile. Il 20 dicembre 2021 Vic Game Studio annuncia Black Clover Mobile, che lo rende il primo gioco con licenza Pearl Abyss.

## Videogiochi
| Anno | Videogioco          | Piattaforma/e                           |
| ---- | ------------------- | --------------------------------------- |
| 2014 | Black Desert Online | PlayStation 4, Xbox One, Windows        |
| 2018 | Black Desert Mobile | Android, iOS                            |
| 2020 | Shadow Arena        | Windows                                 |
| 2022 | Black Clover Mobile | Android, iOS                            |
| TBA  | Crimson Desert      | PlayStation 5, Xbox Series X/S, Windows |
| TBA  | DokeV               | PlayStation 5, Xbox Series X/S, Windows |
| TBA  | Plan 8              | PlayStation 5, Xbox Series X/S, Windows |